# Voyage au centre de la Terre (téléfilm, 1993)
Pour les articles homonymes, voir Voyage au centre de la Terre (homonymie).
Voyage au centre de la Terre est le pilote d'une série de télévision qui ne verra jamais le jour. Ce téléfilm, librement adapté du roman de 1864 Voyage au centre de la Terre de Jules Verne, est diffusé pour la première fois sur la chaîne américaine NBC en 1993.

## Synopsis
Sans nouvelle d'une expédition menée des années auparavant, une équipe d'explorateurs entreprend de s'aventurer au centre de la Terre. Leur vaisseau, sorte de foreuse géante appelée Avenger, entre dans la chambre de lave d'un volcan actif et utilise un rayon d'énergie appelé "sonic blaster" pour faire exploser le flux. Ils entrent ainsi dans un monde souterrain à plus de 100 kilomètres sous la surface de la Terre, rempli de nombreuses créatures étranges. En explorant plus profondément les cavernes, ils rencontrent un yéti que l'équipage nommera Dallas et qui leur servira de guide. Pendant ce temps, une entité malveillante inconnue tente de récupérer les pièces manquantes d'un artefact atlante connu sous le nom de "Livre de la Connaissance", qu'un membre d'équipage de l'Avenger a apporté avec lui et qui conférerait des pouvoirs énormes à qui le possède.

## Distribution
- David Dundara : Anthony LaStrella
- Farrah Forke : Dr Margo Peterson
- Kim Miyori : Dr Tesue Ishikawa
- John Neville : Dr Cecil Chalmers
- Jeffrey Nordling : Chris Turner
- Tim Russ : Joe Briggs
- Carel Struycken : Dallas
- Fabiana Udenio : Sandra Miller
- Justina Vail : Devin
- F. Murray Abraham : professeur Harlech
- Francis Guinan : M. Wentworth
- Cassie Byram : secrétaire
- Connie Craig : étudiante n° 1
- Doug Freimuth : étudiant n° 2
- Ben Cleaveland : étudiant n° 3